# Killers (альбом)
Killers — другий студійний альбом англійського геві-метал гурту Iron Maiden. Випущений 2 лютого 1981 EMI у Великій Британії і 6 червня у Сполучених Штатах Harvest і Capitol Records. Альбом став першим лонгплеєм групи з гітаристом Едріаном Смітом і останнім з вокалістом Полом Ді'Анно, якого звільнили після того, як у нього виникли проблеми зі сценічним виступом через зловживання алкоголем. Killers був також першим альбомом Iron Maiden, записаним з продюсером Мартіном Бірчем, який продовжував продюсувати їхні наступні вісім альбомів до Fear of the Dark (1992).

## Про альбом

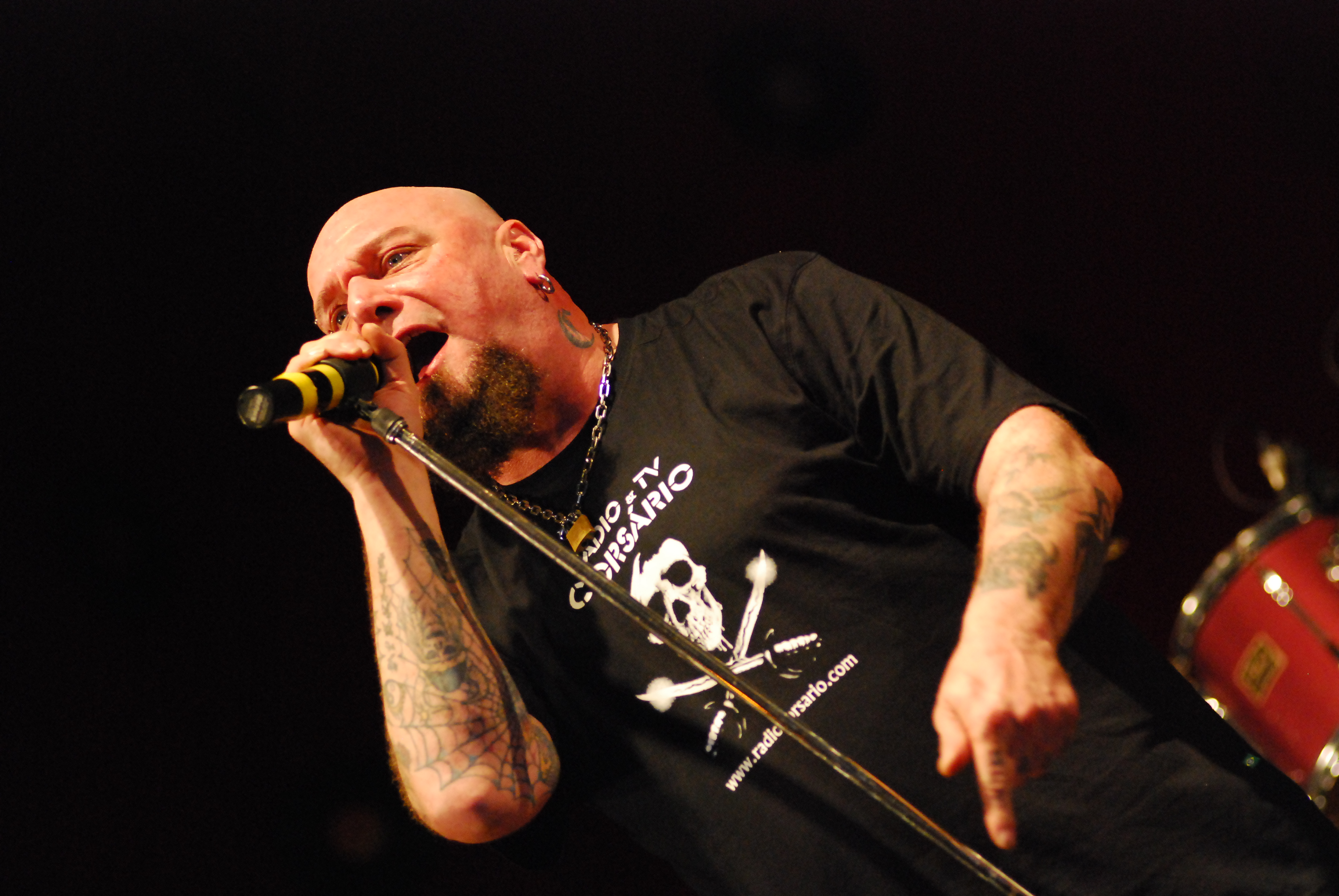
Killers was the second and final Iron Maiden album with vocalist Paul Di'Anno (shown here in 2008)

Killers — єдина студійна платівка Iron Maiden, яка містить дві інструментальні композиції. Альбом написав майже виключно Стів Гарріс, лише «Twilight Zone» і заголовний трек написані співавторами.
Пісня «Wrathchild» вперше була випущена на збірці Metal for Muthas у 1979 році.
«The Ides of March» майже ідентична пісні «Thunderburst» британського гурту NWOBHM Samson, вокалістом якого був Брюс Дікінсон - майбутній співак Maiden. Вона була написана в 1977 році, коли майбутній барабанщик Samson Thunderstick був учасником Iron Maiden. У той час як авторство «The Ides of March» приписується тільки Стіву Гаррісу, авторами «Thunderburst» вважаються всі учасники Samson часів альбому Head On.
Killers провів вісім тижнів у британському чарті. Північноамериканське видання, яке вийшло через кілька місяців, спочатку було випущено на Harvest Records/Capitol Records , а потім на Sanctuary Records/Columbia Records. В альбом додано пісню «Twilight Zone».
У рамках Killer World Tour відбулися перші концерти групи в США, починаючи з готелю-казино The Aladdin, Лас-Вегас, на підтримку Judas Priest. Згодом «Wrathchild» стане єдиним треком з альбому, який гурт регулярно грає на концертах.

## Список композицій
Автор музики і слів Стів Гарріс, якщо не вказано інше. 
| #     | Назва                                            | Автор               | Тривалість |
| ----- | ------------------------------------------------ | ------------------- | ---------- |
| 1.    | «The Ides of March» (інструментальна композиція) |                     | 1:48       |
| 2.    | «Wrathchild»                                     |                     | 2:54       |
| 3.    | «Murders in the Rue Morgue»                      |                     | 4:14       |
| 4.    | «Another Life»                                   |                     | 3:22       |
| 5.    | «Genghis Khan» (інструментальна композиція)      |                     | 3:02       |
| 6.    | «Innocent Exile»                                 |                     | 3:50       |
| 7.    | «Killers» (Автори: Пол Ді'Анно, Гарріс)          | Пол Ді'Анно, Гарріс | 4:58       |
| 8.    | «Prodigal Son»                                   |                     | 6:05       |
| 9.    | «Purgatory»                                      |                     | 3:18       |
| 10.   | «Drifter»                                        |                     | 4:47       |
| 40:51 |                                                  |                     |            |

| Сторона 2 – північноамериканське видання | Сторона 2 – північноамериканське видання      | Сторона 2 – північноамериканське видання | Сторона 2 – північноамериканське видання |
| #                                        | Назва                                         | Автор                                    | Тривалість                               |
| ---------------------------------------- | --------------------------------------------- | ---------------------------------------- | ---------------------------------------- |
| 7.                                       | «Killers»                                     | Di'Anno Harris                           | 4:58                                     |
| 8.                                       | «Twilight Zone» (Автори: Дейв Мюррей, Гарріс) | Dave Murray Harris                       | 2:33                                     |
| 9.                                       | «Prodigal Son»                                |                                          | 6:05                                     |
| 10.                                      | «Purgatory»                                   |                                          | 3:18                                     |
| 11.                                      | «Drifter»                                     |                                          | 4:47                                     |
| 40:51                                    |                                               |                                          |                                          |

| Сторона 2 – австралійське видання | Сторона 2 – австралійське видання   | Сторона 2 – австралійське видання | Сторона 2 – австралійське видання |
| #                                 | Назва                               | Автор                             | Тривалість                        |
| --------------------------------- | ----------------------------------- | --------------------------------- | --------------------------------- |
| 7.                                | «Killers»                           | Di'Anno Harris                    | 4:58                              |
| 8.                                | «Women in Uniform» (Skyhooks cover) | Greg Macainsh                     | 3:07                              |
| 9.                                | «Prodigal Son»                      |                                   | 6:05                              |
| 10.                               | «Purgatory»                         |                                   | 3:18                              |
| 11.                               | «Drifter»                           |                                   | 4:47                              |
| 41:25                             |                                     |                                   |                                   |

| 1995 UK reissue bonus disc | 1995 UK reissue bonus disc          | 1995 UK reissue bonus disc | 1995 UK reissue bonus disc |
| #                          | Назва                               | Автор                      | Тривалість                 |
| -------------------------- | ----------------------------------- | -------------------------- | -------------------------- |
| 1.                         | «Twilight Zone»                     | Murray Harris              | 2:33                       |
| 2.                         | «Women in Uniform» (Skyhooks cover) | Macainsh                   | 3:07                       |
| 3.                         | «Invasion»                          |                            | 2:38                       |
| 4.                         | «Phantom of the Opera» (live)       |                            | 6:55                       |
| 15:13                      |                                     |                            |                            |

| 1995 US reissue bonus disc | 1995 US reissue bonus disc                    | 1995 US reissue bonus disc | 1995 US reissue bonus disc |
| #                          | Назва                                         | Автор                      | Тривалість                 |
| -------------------------- | --------------------------------------------- | -------------------------- | -------------------------- |
| 1.                         | «Women in Uniform» (Skyhooks cover)           | Macainsh                   | 3:07                       |
| 2.                         | «Invasion»                                    |                            | 2:38                       |
| 3.                         | «Phantom of the Opera» (live)                 |                            | 6:55                       |
| 4.                         | «Running Free» (live; from Maiden Japan)      | Harris Di'Anno             | 3:07                       |
| 5.                         | «Remember Tomorrow» (live; from Maiden Japan) | Harris Di'Anno             | 5:44                       |
| 6.                         | «Wrathchild» (live; from Maiden Japan)        |                            | 2:52                       |
| 7.                         | «Killers» (live; from Maiden Japan)           | Harris Di'Anno             | 4:50                       |
| 8.                         | «Innocent Exile» (live; from Maiden Japan)    |                            | 3:46                       |
| 32:59                      |                                               |                            |                            |

| 1998 remastered edition | 1998 remastered edition            | 1998 remastered edition | 1998 remastered edition |
| #                       | Назва                              | Автор                   | Тривалість              |
| ----------------------- | ---------------------------------- | ----------------------- | ----------------------- |
| 1.                      | «The Ides of March» (instrumental) |                         | 1:46                    |
| 2.                      | «Wrathchild»                       |                         | 2:55                    |
| 3.                      | «Murders in the Rue Morgue»        |                         | 4:19                    |
| 4.                      | «Another Life»                     |                         | 3:23                    |
| 5.                      | «Genghis Khan» (instrumental)      |                         | 3:09                    |
| 6.                      | «Innocent Exile»                   |                         | 3:54                    |
| 7.                      | «Killers»                          | Harris Di'Anno          | 5:01                    |
| 8.                      | «Prodigal Son»                     |                         | 6:12                    |
| 9.                      | «Purgatory»                        |                         | 3:20                    |
| 10.                     | «Twilight Zone»                    | Murray Harris           | 2:33                    |
| 11.                     | «Drifter»                          |                         | 4:49                    |
| 41:21                   |                                    |                         |                         |

## Учасники запису

### Iron Maiden
- Пол Ді'Анно  – вокал
- Дейв Мюррей  – гітара
- Адріан Сміт  – гітара
- Стів Гарріс  — бас
- Клайв Берр  – ударні

### Додатковий персонал
- Мартін «Headmaster» Берч – продюсер, звукоінженер
- Найджел Гьюітт – другий інженер
- Дерек Ріггз  – ілюстрація обкладинки
- Дейв Лайтс – концепція обкладинки
- Роберт Елліс – фотографія
- Род Смоллвуд  – менеджер гурту, фотограф (видання 1998 року)
- Денніс Стреттон  — гітара в « Жінках у уніформі », «Вторгненні» та «Привиді опери» (видання 1995 року)
- Тоні Платт - продюсер фільму "Жінки в уніформі" (1995 р.)
- Саймон Гейворт – ремастерінг (видання 1998)
- Росс Галфін  – фотографія (видання 1998 року)
- П. Г. Брунеллі – фотографія (видання 1998 р.)
- Саймон Фаулер  – фотографія (видання 1998 року)
- Деніс О'Ріган  – фотографія (видання 1998 року)
- Джордж Чін – фотографія (видання 1998 року)

## Чарти

### Недільні чарти
| Chart (1981)                                         | Peak position |
| ---------------------------------------------------- | ------------- |
| Australian Albums (Kent Music Report)                | 20            |
| Австрія Austrian Albums (Ö3 Austria)                 | 20            |
| French Albums (SNEP)                                 | 1             |
| Finland (The Official Finnish Charts)                | 18            |
| Німеччина German Albums (Offizielle Top 100)         | 10            |
| Japanese Albums (Oricon)                             | 28            |
| Нова Зеландія New Zealand Albums (Recorded Music NZ) | 41            |
| Норвегія Norwegian Albums (VG-lista)                 | 19            |
| Швеція Swedish Albums (Sverigetopplistan)            | 11            |
| Велика Британія UK Albums (OCC)                      | 4             |
| США Billboard 200                                    | 78            |

| Chart (2006)                 | Peak position |
| ---------------------------- | ------------- |
| Італія Italian Albums (FIMI) | 79            |

| Chart (2010)               | Peak position |
| -------------------------- | ------------- |
| Греція Greek Albums (IFPI) | 64            |

| Chart (2010)               | Peak position |
| -------------------------- | ------------- |
| Греція Greek Albums (IFPI) | 64            |

| Chart (2020)                       | Peak position |
| ---------------------------------- | ------------- |
| Угорщина Hungarian Albums (MAHASZ) | 22            |

| Chart (2021)                       | Peak position |
| ---------------------------------- | ------------- |
| Португалія Portuguese Albums (AFP) | 40            |

#### Річні чарти
| Chart (1981)                       | Position |
| ---------------------------------- | -------- |
| German Albums (Offizielle Top 100) | 26       |

|

## Сертифікації
| Регіон                                                                                          | Сертифікація | Продажі  |
| ----------------------------------------------------------------------------------------------- | ------------ | -------- |
| Канада (Music Canada)                                                                           | Платиновий   | 100 000^ |
| Франція (SNEP)                                                                                  | 3× Золотий   | 300 000* |
| Німеччина (BVMI)                                                                                | Золотий      | 250 000^ |
| Японія (RIAJ)                                                                                   | Золотий      | 100,000  |
| Швеція (IFPI Sweden)                                                                            | Золотий      | 50 000^  |
| Велика Британія (BPI)                                                                           | Золотий      | 100 000^ |
| США (RIAA)                                                                                      | Золотий      | 500 000^ |
| *продажі, що базуються лише на сертифікаціях ^відвантаження, що базуються лише на сертифікаціях |              |          |